# Гранітні острови
«Гранітні острови» («Гранитные острова») — радянський телефільм 1976 року, знятий режисером Борисом Дуровим на Творчому об'єднанні «Екран».

## Сюжет
Телефільм за мотивами повісті Є. Воєводіна «Пуд солі». Кіноповість про молодих прикордонників.

## У ролях
- Юрій Никольський — Соколов
- Леонід Бєлозорович — Сирцев
- Олександр Милокостий — Савін
- Андрій Романов — Басов
- Сергій Стеблюк — Головня
- Юрі Аарма — Кергімаа
- Володимир Сафронов — начальник застави
- Євген Герасимов — замполіт
- Юрій Сучков — рядовий Ложков
- С. Тарасов — сержант, старослужбовець
- І. Мінський — рядовий, старослужбовець

## Знімальна група
- Режисер — Борис Дуров
- Сценаристи — Євген Воєводін, Борис Дуров
- Оператор — Олександр Воропаєв
- Композитор — Євген Птичкін
- Художник — Петро Пророков